# Jonathan M. Wainwright
Jonathan Mayhew "Skinny" Wainwright IV (Walla Walla, 23 de agosto de 1883 — San Antonio, 2 de setembro de 1953) foi um general do Exército dos Estados Unidos e comandante em chefe das forças aliadas nas Filipinas por ocasião de sua rendição ao Japão em Corregidor, em maio de 1942, durante a Segunda Guerra Mundial.

## Vida
Filho de um oficial do exército que lutou na Guerra Hispano-Americana, Wainwright seguiu a carreira paterna formando-se na Academia Militar de West Point em 1906, como oficial de cavalaria, e lutou na França durante a Primeira Guerra Mundial como capitão na infantaria, servindo em Coblença, na Alemanha, após o conflito, com as tropas de ocupação aliada até 1920, quando retornou aos Estados Unidos com a patente de major.
No período entre-guerras Wainwright serviu e comandou diversas unidades da cavalaria, até ser promovido a brigadeiro-general em 1938. Neste posto foi designado para Manila, onde assumiu a chefia do departamento filipino do exército em 1940. Como comandante de campo das forças filipinas e americanas no país, abaixo apenas do general Douglas MacArthur, ele foi o responsável pela resistência dos Aliados à invasão japonesa do país em seguida ao ataque em Pearl Harbor, que levou a Segunda Guerra Mundial ao Pacífico com a entrada dos EUA na guerra.
Com a ida de MacArthur para a Austrália, na iminente derrocada frente aos japoneses, Wainwrigth assumiu o comando geral nas Filipinas já numa situação de desespero. Promovido a tenente-general em março de 1942, em meio à luta contra a invasão, ele viu os 70 mil homens das tropas americanas e filipinas se renderem em Bataan, em abril do mesmo ano. O general então comandou a resistência final na fortaleza de Corregidor, na entrada da Baía de Manila, até maio de 1942, quando, para evitar um morticínio desnecessário dos sobreviventes e sem esperança de vitória ou reforços, rendeu-se ao exército japonês.

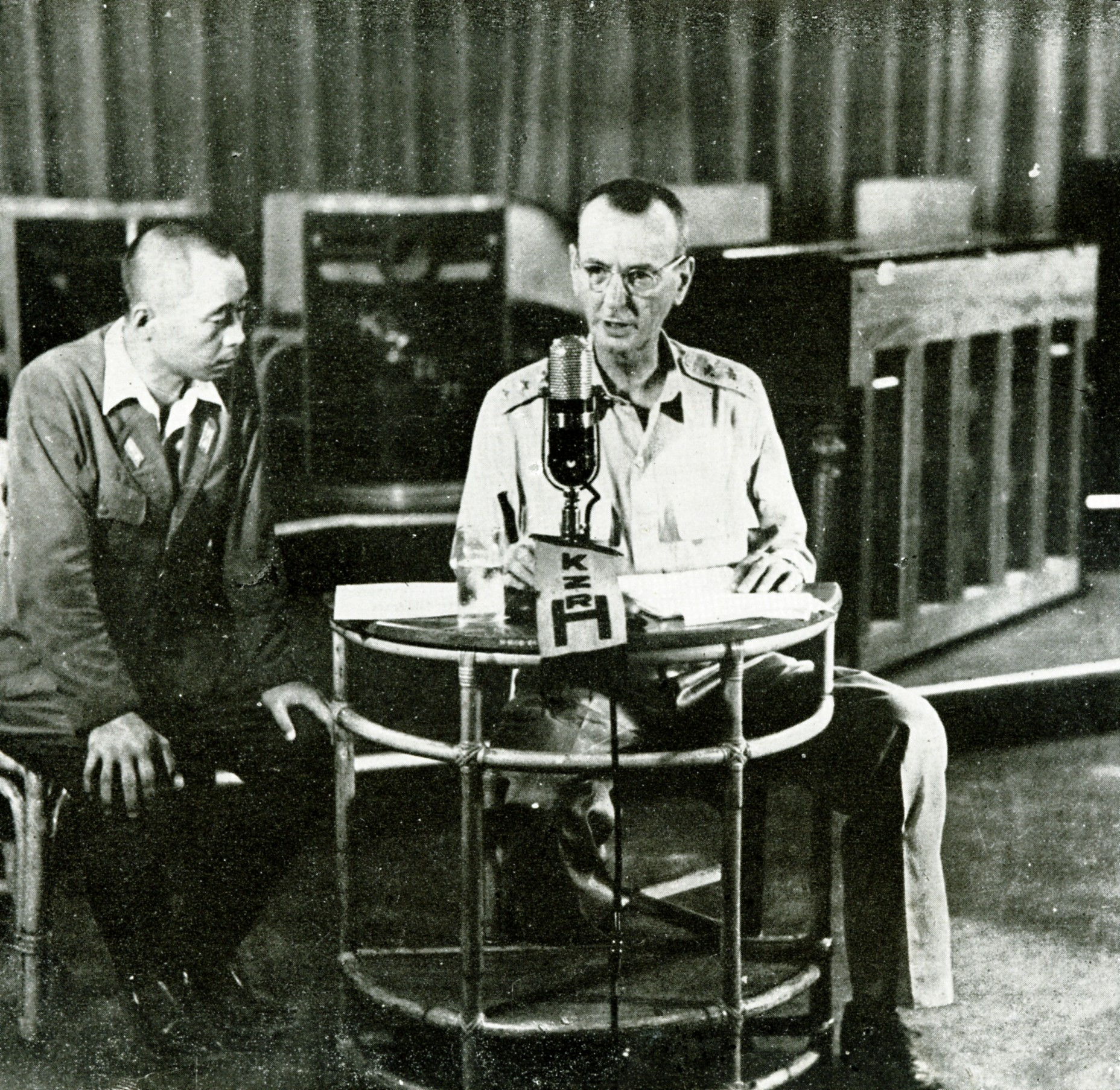
Wainwright ordena a rendição de Corregidor e das Filipinas vigiado por um censor militar japonês

Wainwright foi mantido prisioneiro em Luzón, depois em Formosa até ser transferido para o cativeiro final na Manchúria, de onde viria a ser libertado em agosto de 1945. Ele foi o oficial americano de mais alta patente prisioneiro de guerra japonês, e apesar de sua idade e patente não teve nenhum tratamento favorecido na prisão. Apelidado de general combatente por seus homens, com quem costumava dividir trincheiras nas Filipinas, Wainwright obteve o respeito daqueles com quem foi aprisionado.
Durante todo seu cativeiro, sofreu com a decisão de render Bataan e as Filipinas e ao ser libertado a primeira coisa que quis saber é como era visto pela sociedade americana. Foi tranquilizado ao saber que era considerado um herói de guerra e mais tarde recebeu a Medalha de Honra do Congresso, a mais alta condecoração militar do país, além de um desfile em carro aberto entre o povo americano em seu retorno.
Junto como general britânico Arthur Percival, ex-comandante militar de Singapura e também prisioneiro por toda a guerra, ele assistiu à rendição oficial do Japão a bordo do USS Missouri, na Baía de Tóquio, em 2 de setembro de 1945. Levado às Filipinas, recebeu lá, pessoalmente, a rendição incondicional do general Tomoyuki Yamashita, comandante japonês no país.
Três dias após a rendição japonesa, Wainwright recebeu a quarta estrela de general. Em 1946, foi nomeado comandante do 4º Exército dos Estados Unidos no Texas, retirando-se da carreira militar um ano depois, aos 64 anos de idade, falecendo em 1953 em San Antonio, Texas.
O general Jonathan Wainwright foi enterrado com honras militares no Cemitério Nacional de Arlington, em Washington D.C.

## Publicações
- Wainwright, Jonathan M.; Robert Considine (1986) [1945]. General Wainwright's Story. New York: Bantam. ISBN 0-553-24061-7